# キューマックス
株式会社キューマックス（英: Qmax Inc.）は、福岡県福岡市に本社を置くゲームメーカー。GFF正会員。
GREE、Mobage上にてソーシャルゲームの開発、運営を行う。
2004年、ニュージーランドで創業（過去のドメインが「qmax.co.nz」だったはそのため）、2005年3月に福岡県で株式会社キューマックスを設立。設立から2007年まで、「mini-mam」（ミニマム）・「micro」（ミクロ）・「mini」（ミニ）というブランドで美少女ゲームを発売していたが、既に活動を終了している。

## 沿革
- 2005年3月 - 福岡市博多区にて創業
- 2009年11月 - 業務拡大のため博多駅東に移転
- 2010年10月 - 新卒採用を開始
- 2011年
  - 9月 - GREEプラットフォームにて「こびとづかん」リリース
  - 11月 - 業務拡大のため博多駅南に移転
  - 12月 - Mobageプラットフォームにて「こびとづかん」をリリース
- 2012年
  - 9月 - Mobageプラットフォームにて「ポヨポヨ観察日記」リリース
  - 11月 - スマートフォンアプリ「不思議微生物タマタマ研究所」リリース
- 2013年
  - 7月 - スマートフォンアプリ「こびと観察パズル」リリース
  - 12月 - auスマートパスにて「こびと観察パズル」提供開始
  - 12月 - クールジャパンマッチンググランプリ九州大会でグランプリ受賞
- 2014年
  - 1月 - スマートフォンアプリ「新種発見タマタマ研究所」リリース
  - 12月 - 「タマタマ研究所」シリーズが累計300万DL突破
  - 12月 - スマートフォンアプリ「悠久のラティスフィア」リリース
- 2015年
  - 6月 - スマートフォンアプリ「99ドラゴンズ」リリース
  - 9月 - アプリ開発受託を開始
- 2016年12月 - スマートフォンアプリ「武装百姫」リリース
- 2017年12月 - アルファポリスとの共同出資により「株式会社アルファゲームス」を設立
- 2022年7月 - アルファゲームスを解散[1]

## 作品一覧
GREE/Mobage
- こびとづかん
- 初恋ピュア学園(サービス終了)
- プリンセスロード(サービス終了)
- ワラワラモンスター(サービス終了)
- 地上最強の男!(サービス終了)
- 今日から宝石王!(サービス終了)
- ポヨポヨ観察日記

App store/Google play
- 不思議微生物タマタマ研究所
- 新種発見タマタマ研究所
- 採取大作戦タマタマ研究所
- B-LOCK
- ハンコの達人
- たまころがーす
- Jelly Fits Puzzle
- チリモンマスター
- なぞりーの・NINJA
- もっちりとらねこ
- こびと観察パズル
- 走るタマゴに追うパンツ

micro
- CooL!! 〜強娘純恋歌〜
- ソルティアンジュ魔法倶楽部

mini-mam
- 女将・静香 〜熟れた果実が堕ちる刻〜

mini
- 処女宮 〜栗毛の潮吹少女たち〜
- 姉妹教師丼
- 夏菓子
- Kissy Kissy 〜わたしのたまご〜